# Tobelo
Tobelo é uma cidade e um distrito na ilha oriental de Halmaera, na Indonésia. É a capital da regência (kabupaten) de Halmaera do Norte, parte da província de Molucas Setentrionais. A cidade foi formalizada como capital de Halmaera do Norte nas eleições distritais realizadas em 2004. Tinha uma população de 34.150 no Censo de 2020.  Uma estrada costeira ladeada por palmeiras conecta Tobelo a Galela. A cidade é predominantemente muçulmana, com uma grande minoria cristã. Há uma igreja protestante em Tobelo desde pelo menos 1924.

## Religião
Os muçulmanos e cristãos viviam amigavelmente nesta cidade de North Halmahera desde o século XVI. No entanto, a província das Molucas Setentrionais tem maioria muçulmana. A estrada costeira de Galela a Tobelo passa por aldeias vizinhas muçulmanas e cristãs. Vivendo pacificamente, essas duas comunidades seguiram a tradição cultural local do Hibua Lamo (um pacto entre muçulmanos e cristãos para viverem juntos sem intenções agressivas uns sobre os outros e cooperando em todos os assuntos de interesse mútuo). 

### Violência comunitária
A violência eclodiu no Tobelo em dezembro de 1999. Segundo Duncan, as raízes do conflito "concentraram-se nos planos do governo regional para criar um novo distrito (kecamatan) de Makian Daratan a partir da metade sul do distrito de Cao". Os esforços iniciais de reconciliação a nível distrital funcionaram durante algum tempo na prevenção de quaisquer confrontos e na amenização de sentimentos feridos. A violência religiosa, que eclodiu em janeiro de 1999 em Ambon, culminou em tumultos em Tobelo no final de dezembro de 1999. Essa revolta foi ainda mais desencadeada pela fuga de vários milhares de cristãos da Halmaera Central, e Tobelo se transformou em um campo de refugiados. Embora os motins tenham sido reprimidos, a desconfiança entre as duas comunidades prevalece.  Os distritos de Galela, com a sua própria língua, são outra área onde ainda se observam vestígios de conflitos (igrejas e mesquitas incendiadas) entre os grupos religiosos, com postos de controlo militares estabelecidos para evitar mais distúrbios na região.  Em última análise, é relatado que a violência sectária em 1999-2000 resultou em 2.000 mortes de muçulmanos em Molucas e um deslocamento populacional de 200.000 muçulmanos na região. O Tobelo foi a mais afetada, já que mais de 100.000 muçulmanos eram de Tobelo e vilas ao sul e fugiram para as ilhas de Ternate e Morotai no início de 2000. Quase 70% deles retornaram posteriormente, uma vez que a situação foi controlada.  Entretanto, como resultado da violência de 1999–2000, a área está claramente demarcada em aldeias muçulmanas e cristãs. O Tobelo agora é quase totalmente cristã; enquanto os muçulmanos fugiram para aldeias próximas. Vestígios de devastação ainda são evidentes. Existe agora um processo discernido de construção da paz entre as duas comunidades. 

## Cultura

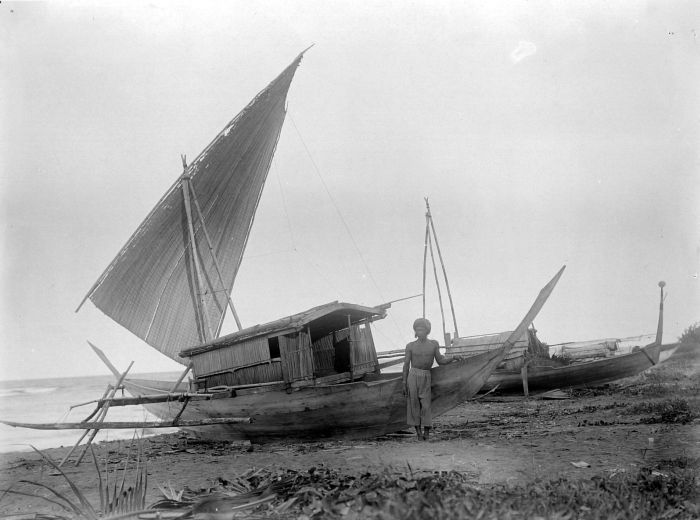
Um navio na costa do Tobelo

Os habitantes do Tobelo não falam o austronésio.  O caráter cristão predominante do Tobelo é expresso de forma colorida no Natal, com postes de bambu arqueados nas laterais das estradas, decorados com luzes e bandeiras multicoloridas. Na Páscoa, as congregações das igrejas locais realizam uma competição para ver quem consegue criar o melhor jardim de Páscoa.
Durante o Festival Cultural Anual de Halmaera do Norte, os tobeloreses usam trajes cerimoniais tradicionais completos. 
Diz-se também que os casamentos tradicionais tobeloreses estão entre os mais coloridos e os cristãos seguem as tradições durante as suas cerimónias de casamento, com música e dança tradicionais.  Um casamento é normalmente acompanhado por música tradicional tobelorês, tocada com gongos e tambores, e uma dança cacalele é geralmente executada na frente da noiva enquanto ela se aproxima do noivo.  Na época do Ano Novo, Tobelo atrai vários grupos iangeres de todo o Norte de Halmahera e apresentam músicas e danças. 
A língua principal de Tobelo, a língua tobelo, é falada em partes de Halmaera do Norte e Halmaera Central, por aproximadamente 28.000 pessoas em 2000. 

### Rituais
Todos os anos, em abril, após a época da colheita, há uma prática de oferta de pratos de arroz e certos itens de cestaria pelas mulheres casadas à igreja, observando devidamente as normas sociais convencionais. As ofertas são então vendidas ou leiloadas durante os cultos de domingo nas dependências da igreja. Os retornos dessas vendas vão para os fundos da igreja, que são usados pela igreja para fornecer serviços públicos. É mais um ritual do que uma transação económica. 
O outro ritual observado no Tobelo é no primeiro domingo de janeiro, quando orações são oferecidas na igreja pelos mortos. Nesta ocasião, cada família decora os túmulos de seus falecidos com flores. Esta é também uma ocasião em que mulheres vestidas com uniforme militar realizam um desfile pela aldeia e entram nas casas exigindo comida e doces. 
Os rituais observados estão em conformidade tanto com os costumes pré-cristãos domTobelo quanto com a cultura da era pós-cristã, em conformidade com o calendário gregoriano. No entanto, os casamentos são realizados de acordo com as trajes, rituais e práticas tobelo. As unidades familiares são patriarcados. 
O Tobelo ostenta grandes extensões de plantações de coco de propriedade local, fornecendo centenas de toneladas de copra (polpa de coco seca) todos os meses para os portos de Bitungue (Sulauesi do Norte) e Surabaia (Java Oriental). A cidade, como principal centro de Halmaera do Norte, tornou-se um centro de exportação de copra e outras mercadorias.
O Pulau Tulang é a ilhota mais próxima da cidade, a uma curta distância do porto para nadar. A praia de Cupa-Cupa está localizada a cerca de 10 quilômetros (6,2 mi) da cidade, perto do terminal de petróleo da empresa de Pertamina. A praia é muito limpa e atrai turistas para mergulho com snorkel.  Ao largo da costa da cidade do Tobelo há um grupo de pequenas ilhas cobertas de coqueiros e com praias de areia dourada. Os barcos longos partem frequentemente deles para a cidade do Tobelo.  O Tobelo contém um hospital e uma estação de correios e é uma importante base e porto na ilha. 

### Recuperação econômica pós-distúrbios
Nas três províncias das Molucas do Norte, Molucas e Sulauesi Central, o conflito sectário de 1999 (centrado em Tobelo) devastou o bem-estar e a economia da população. Isso exigia atenção urgente das autoridades governamentais envolvidas por meio de um processo de desenvolvimento. Foi uma tarefa desafiadora tanto para os governos nacionais quanto regionais. A Avaliação Comum dos Países da ONU (UNCCA) e o Quadro de Assistência ao Desenvolvimento (UNDAF) para 2002–2005 e o Quadro de Cooperação com Países do PNUD decidiram contribuir com assistência. Eles estabeleceram um programa de vinculação de assistência e desenvolvimento de longo prazo como parte do apoio da ONU à Indonésia. A Unidade de Prevenção de Crises e Recuperação (CPRU) do PNUD lançou então três programas de apoio nas Molucas do Norte, Molucas e Sulauesi Central, que cobriam a área de Galela, o Tobelo, e o Tobelo do Sul.
O PNUD lançou um projeto de desenvolvimento no âmbito dos projetos de recuperação da área de Galela, o Tobelo e o Tobelo do Sul em 2002–2003, envolvendo vários projetos de eletrificação rural, instalações de saúde (capacitação), transportes, projetos de estradas e drenagem com uso intensivo de mão de obra, atividades sociais de projetos de colaboração intercomunitária de cultura e capacitação desportiva, construção de pontes, mercados, melhoria dos sistemas de drenagem e terminais de autocarros.  A economia está a recuperar e há sinais claros de recuperação.  No entanto, as instalações educacionais ainda estão no nível básico. O Tobelo e seus arredores ainda são considerados uma zona de perigo para estrangeiros. 